# A Naruto fejezeteinek listája (1. rész)

A Naruto manga 1. kötete magyar kiadásának borítója

A Naruto című manga két részre tagolható. Az első, az úgynevezett Első rész a sorozat első 244 fejezetét jelenti, amelyben főszereplők 12-13 évesek. A fejezeteket Kisimoto Maszasi írta és a Shueisha jelentette meg a Súkan Sónen Jump című magazinjában. Az első fejezet 1999-ben jelent meg, majd azt kétszáznegyvenhárom másik követte. Az utolsó hat fejezet egy gaiden, a Kakasi gaiden részei, mely a tényleges történet előtt játszódik. A 245. résztől kezdődik a sorozat Második része. Ebben a főbb szereplők 15-16 évesek, és a hangulata sokkal komorabb, mint az Első résznek. 2002. október 3-án egy anime adaptáció indult a Studio Pierrot és a TV Tokyo közreműködésével. A Naruto anime utolsó epizódját 2007. február 8-án mutatták be, későbbiekben a Második rész animeadaptációjával, a Naruto sippúdennel helyettesítve. Észak-Amerikában a Naruto mangát a Viz Media jelenteti meg a Shonen Jump című magazinjában. Az első angol fejezet a 2003-as januári számban jelent meg.
A fejezeteket huszonhét tankóbon kötetben adta ki a Shueisha Japánban. Az első tankóbon 2000. március 3-án, a huszonhetedik 2005. április 4-én jelent meg. Az összes kötetben kilenc fejezet található, néhány kivételtől eltekintve, melyekben csak hét. A Viz Media már mind a huszonhét kötetet megjelentette angol nyelven. Ráadásként mind a huszonhetet megjelentette együtt egy, így az egész Naruto történetét átfogó, kiadásban a Második rész előtt 2007. november 13-án. Az első kötetet „gyűjtői változatban”, kemény borítással 2008. szeptember 6-án jelentette meg. Röviddel a tizennegyedik kötet megjelentetése után a Viz Media bejelentette a „Naruto nemzet” kampányát, melynek keretében 2007 utolsó négy hónapjában három kötetet jelentetett meg havonta. A Viz Media termékmenedzsere, Cammie Allen azt mondta, „A fő célunk a gyorsított megjelenítéssel a japán kiadáshoz való felzárkózás, hogy így az olvasóinknak hasonló élmény tudjunk nyújtani, mint amilyen a japán olvasóinknak van.” Ennek megfelelően a Második rész angol adaptációjának megjelentetése 2007. december 4-én indult el a Shonen Jump című magazinban a Kakasi gaiden után.
A köteteket magyar nyelven a MangaFan kiadó jelenteti meg. Az első magyar kötet 2007. május 3-án jelent meg levehető borítóval. A MangaFan kiadó 2016 októberéig az Első rész mind a huszonhét kötetét megjelentette. A magyar kiadásban a japán nevek magyaros átírásban szerepelnek, emellett a nindzsa falvak és a dzsucuk nevei magyarításra kerültek.

## Kötetek
| Kötet | Cím | Cím | Megjelenési dátum | Megjelenési dátum |  |
| Kötet | Magyar | Japán | Japán | Magyar |  |
| ----- | --- | --- | --- | --- |  |
|       | | | | |  |
| 1     | A nindzsa próbái | Uzumaki Naruto (うずまきナルト!!) | 2000. március 3. | 2007. május 3. |  |
| 1     | Fejezetek - 001. Uzumaki Naruto!! (うずまきナルト!!; Uzumaki Naruto!!) - 002. Konohamaru!! (木ノ葉丸!!; Konohamaru!!) - 003. Ucsiha Szaszuke! (うちはサスケ; Ucsiha Szaszuke!!) - 004. Hatake Kakasi! (はたけカカシ!!; Hatake Kakasi!!) - 005. A figyelmetlenség a legfőbb ellenséged!! (油断大敵!!; Judan taiteki!!) - 006. Nem Szaszuke...! (サスケ君に限って・・・!!; Szaszuke-kun ni kagitte...!!) - 007. Kakasi döntése (カカシの結論; Kakasi no kecuron) | Fejezetek - 001. Uzumaki Naruto!! (うずまきナルト!!; Uzumaki Naruto!!) - 002. Konohamaru!! (木ノ葉丸!!; Konohamaru!!) - 003. Ucsiha Szaszuke! (うちはサスケ; Ucsiha Szaszuke!!) - 004. Hatake Kakasi! (はたけカカシ!!; Hatake Kakasi!!) - 005. A figyelmetlenség a legfőbb ellenséged!! (油断大敵!!; Judan taiteki!!) - 006. Nem Szaszuke...! (サスケ君に限って・・・!!; Szaszuke-kun ni kagitte...!!) - 007. Kakasi döntése (カカシの結論; Kakasi no kecuron) | Szereplő(k) a borítón - Uzumaki Naruto Oldalszám 192 Animeepizódok Naruto 1–5.                                                        | Szereplő(k) a borítón - Uzumaki Naruto Oldalszám 192 Animeepizódok Naruto 1–5.                                                        |  |
| 1     | ISBN: ISBN 4-08-872840-8 ISBN 978-963-87539-1-5 | | | |  |
|       | | | | |  |
| 2     | A legrosszabb megbízó | Szaiaku no irainin (最悪の依頼人) | 2000. június 2. | 2007. október 1. |  |
| 2     | Fejezetek - 008. Sosem lesz belőletek nindzsa!! (だから不合格だってんだ!!; Dakara fugókaku datten'da!!) - 009. A legrosszabb megbízó (最悪の依頼人; Szaiaku no irainin) - 010. Kettő lenn (２匹目; Nihikime) - 011. Partraszállás...!! (上陸・・・!!; Jóriku...!!) - 012. Ennyi volt!! (終わりだ!!; Ovari da!!) - 013. Nindzsa!! (忍者だ!!; Nindzsa da!!) - 014. A terv!! (秘策・・・!!; Hiszaku...!!) - 015. A saringan visszatér!! (蘇る写輪眼!!; Jomigaeru Saringan!!) - 016. Te ki vagy?! (お前は誰だ!!; Omae va dare da!!) - 017. Felkészülés a harcra!! (戦いの準備!!!; Tatakai no dzsunbi!!) | Fejezetek - 008. Sosem lesz belőletek nindzsa!! (だから不合格だってんだ!!; Dakara fugókaku datten'da!!) - 009. A legrosszabb megbízó (最悪の依頼人; Szaiaku no irainin) - 010. Kettő lenn (２匹目; Nihikime) - 011. Partraszállás...!! (上陸・・・!!; Jóriku...!!) - 012. Ennyi volt!! (終わりだ!!; Ovari da!!) - 013. Nindzsa!! (忍者だ!!; Nindzsa da!!) - 014. A terv!! (秘策・・・!!; Hiszaku...!!) - 015. A saringan visszatér!! (蘇る写輪眼!!; Jomigaeru Saringan!!) - 016. Te ki vagy?! (お前は誰だ!!; Omae va dare da!!) - 017. Felkészülés a harcra!! (戦いの準備!!!; Tatakai no dzsunbi!!) | Szereplő(k) a borítón - Uzumaki Naruto - Haruno Szakura - Ucsiha Szaszuke Oldalszám 208 Animeepizódok Naruto 5–10.                    | Szereplő(k) a borítón - Uzumaki Naruto - Haruno Szakura - Ucsiha Szaszuke Oldalszám 208 Animeepizódok Naruto 5–10.                    |  |
| 2     | ISBN: ISBN 4-08-872878-5 ISBN 978-963-87539-2-2 | | | |  |
|       | | | | |  |
| 3     | Az álmaidért | Jume no tame ni...!! (夢の為に...!!) | 2000. augusztus 4. | 2007. december 2. |  |
| 3     | Fejezetek - 018. Kezdődik az edzés...!! (修業開始; Súgjó kaisi) - 019. A bátorság jelképe (勇気の象徴; Júki no sócsó) - 020. A föld, ahol élt egy hős...!! (英雄のいた国...!!; Eijú no ita kuni...!!) - 021. Találkozás az erdőben...!! (森の中の出会い...!!; Mori no naka no deai...!!) - 022. Az új rivális!! (強敵出現!!; Kjóteki sucugen!!) - 023. Váratlan támadás...!! (2つの急襲...!!; Futacu no kjúsú...!!) - 024. Gyorsaság!! (スピード!!"; Szupído!!) - 025. Az álmaidért...!! (夢の為に...!!; Jume no tame ni...!!) - 026. A saringan megtörik...!! (写輪眼崩し...!!; Saringan kuzusi...!!) - 027. Ébredés!! (覚醒...!!; Mezame...!!) | Fejezetek - 018. Kezdődik az edzés...!! (修業開始; Súgjó kaisi) - 019. A bátorság jelképe (勇気の象徴; Júki no sócsó) - 020. A föld, ahol élt egy hős...!! (英雄のいた国...!!; Eijú no ita kuni...!!) - 021. Találkozás az erdőben...!! (森の中の出会い...!!; Mori no naka no deai...!!) - 022. Az új rivális!! (強敵出現!!; Kjóteki sucugen!!) - 023. Váratlan támadás...!! (2つの急襲...!!; Futacu no kjúsú...!!) - 024. Gyorsaság!! (スピード!!"; Szupído!!) - 025. Az álmaidért...!! (夢の為に...!!; Jume no tame ni...!!) - 026. A saringan megtörik...!! (写輪眼崩し...!!; Saringan kuzusi...!!) - 027. Ébredés!! (覚醒...!!; Mezame...!!) | Szereplő(k) a borítón - Uzumaki Naruto - Hatake Kakasi Oldalszám 206 Animeepizódok Naruto 10–16.                                      | Szereplő(k) a borítón - Uzumaki Naruto - Hatake Kakasi Oldalszám 206 Animeepizódok Naruto 10–16.                                      |  |
| 3     | ISBN: ISBN 4-08-872898-X ISBN 978-963-87539-3-9 | | | |  |
|       | | | | |  |
| 4     | A hősök hídja | Eijú no hasi!! (英雄の橋!!) | 2000. október 4. | 2008. március 17. |  |
| 4     | Fejezetek - 028. A Kilencfarkú...!! (九尾...!!; Kjúbi...!!) - 029. Aki mindennél fontosabb...!! (大切な人...!!; Taiszecu na hito...!!) - 030. Nem vár rád más...!! (お前の未来は...!!; Omae no mirai va...!!) - 031. Mindenki saját küzdelme...!! (それぞれの戦い...!!; Szorezore no tatakai...!!) - 032. A sinobi csak eszköz (忍という名の道具; Sinobi to iu na no dógu) - 033. A hősök hídja!! (英雄の橋!!; Eijú no hasi!!) - 034. Betolakodók?! (侵入者 !?; Sinnjúsa!?) - 035. Iruka vs. Kakasi?! (イルカVSカカシ!?) - 036. Szakura bánata!! (サクラの憂鬱!!; Szakura no Júucu) | Fejezetek - 028. A Kilencfarkú...!! (九尾...!!; Kjúbi...!!) - 029. Aki mindennél fontosabb...!! (大切な人...!!; Taiszecu na hito...!!) - 030. Nem vár rád más...!! (お前の未来は...!!; Omae no mirai va...!!) - 031. Mindenki saját küzdelme...!! (それぞれの戦い...!!; Szorezore no tatakai...!!) - 032. A sinobi csak eszköz (忍という名の道具; Sinobi to iu na no dógu) - 033. A hősök hídja!! (英雄の橋!!; Eijú no hasi!!) - 034. Betolakodók?! (侵入者 !?; Sinnjúsa!?) - 035. Iruka vs. Kakasi?! (イルカVSカカシ!?) - 036. Szakura bánata!! (サクラの憂鬱!!; Szakura no Júucu) | Szereplő(k) a borítón - Uzumaki Naruto - Haku - Momocsi Zabuza Oldalszám 198 Animeepizódok Naruto 17–21.                              | Szereplő(k) a borítón - Uzumaki Naruto - Haku - Momocsi Zabuza Oldalszám 198 Animeepizódok Naruto 17–21.                              |  |
| 4     | ISBN: ISBN 4-08-873026-7 ISBN 978-963-87539-4-6 | | | |  |
|       | | | | |  |
| 5     | A kihívók! | Csószensa-tacsi!! (挑戦者たち!!) | 2000. december 4. | 2008. május 19. |  |
| 5     | Fejezetek - 037. A legrosszabb párosítás! (最悪の相性...!!; Szaiaku no aisó...!!) - 038. Felkészülni...!! (START...!!) - 039. A kihívók! (挑戦者たち!!; Csószensa-tachi!!) - 040. Az első vizsga! (第一の試験!!; Daícsi no siken!!) - 041. Az ördög sugallata (悪魔の囁き...!?; Akuma no szaszajaki...!?) - 042. Mindenki önmagáért (それぞれの闘い...!!; Szorezore no tatakai...!!) - 043. A tizedik kérdés...! (第10問目...!!; Daidzsú monme...!!) - 044. Akiket próbára tettek...!! (試された資質...!!; Tameszareta sisicu...!!) - 045. A második kör!! (第二の試験!!); Daini no siken!!) | Fejezetek - 037. A legrosszabb párosítás! (最悪の相性...!!; Szaiaku no aisó...!!) - 038. Felkészülni...!! (START...!!) - 039. A kihívók! (挑戦者たち!!; Csószensa-tachi!!) - 040. Az első vizsga! (第一の試験!!; Daícsi no siken!!) - 041. Az ördög sugallata (悪魔の囁き...!?; Akuma no szaszajaki...!?) - 042. Mindenki önmagáért (それぞれの闘い...!!; Szorezore no tatakai...!!) - 043. A tizedik kérdés...! (第10問目...!!; Daidzsú monme...!!) - 044. Akiket próbára tettek...!! (試された資質...!!; Tameszareta sisicu...!!) - 045. A második kör!! (第二の試験!!); Daini no siken!!) | Szereplő(k) a borítón - Uzumaki Naruto - Haruno Szakura - Ucsiha Szaszuke - Hatake Kakasi Oldalszám 184 Animeepizódok Naruto 22–27.   | Szereplő(k) a borítón - Uzumaki Naruto - Haruno Szakura - Ucsiha Szaszuke - Hatake Kakasi Oldalszám 184 Animeepizódok Naruto 22–27.   |  |
| 5     | ISBN: ISBN 4-08-873050-X ISBN 978-963-87539-5-3 | | | |  |
|       | | | | |  |
| 6     | A Halál Erdejében! | Szakura no kecui!! (サクラの決意!!) | 2001. március 2. | 2008. augusztus 19. |  |
| 6     | Fejezetek - 046. A kód...!! (合言葉は...!!; Aikotoba va...!!) - 047. Ragadozó!! (捕食者!!; Hosokusa!!) - 048. A célpont...!! (その目的は...!!; Szono mokuteki va...!!) - 049. Gyáva...!! (臆病者...!!; Okubjómono...!!) - 050. Nekem kell...!! (私が...!!; Vatasi ga...!!) - 051. A szépség a szörnyeteg...!! (美しき野獣...!!; Ucukusiki jadzsú...!!) - 052. Az alapelv használata!! (使用の条件!!; Só no dzsóken!!) - 053. Szakura döntése!! (サクラの決意!!; Szakura no kecui!!) - 054. Szakura és Ino (サクラといの; Szakura to Ino) | Fejezetek - 046. A kód...!! (合言葉は...!!; Aikotoba va...!!) - 047. Ragadozó!! (捕食者!!; Hosokusa!!) - 048. A célpont...!! (その目的は...!!; Szono mokuteki va...!!) - 049. Gyáva...!! (臆病者...!!; Okubjómono...!!) - 050. Nekem kell...!! (私が...!!; Vatasi ga...!!) - 051. A szépség a szörnyeteg...!! (美しき野獣...!!; Ucukusiki jadzsú...!!) - 052. Az alapelv használata!! (使用の条件!!; Só no dzsóken!!) - 053. Szakura döntése!! (サクラの決意!!; Szakura no kecui!!) - 054. Szakura és Ino (サクラといの; Szakura to Ino) | Szereplő(k) a borítón - Haruno Szakura - Jamanaka Ino - Uzumaki Naruto - Ucsiha Szaszuke Oldalszám 186 Animeepizódok Naruto 27–32.    | Szereplő(k) a borítón - Haruno Szakura - Jamanaka Ino - Uzumaki Naruto - Ucsiha Szaszuke Oldalszám 186 Animeepizódok Naruto 27–32.    |  |
| 6     | ISBN: ISBN 4-08-873089-5 ISBN 978-963-87539-6-0 | | | |  |
|       | | | | |  |
| 7     | Út a toronyhoz | Szuszumubeki micsi...!! (進むべき道...!!) | 2001. május 1. | 2009. március 31. |  |
| 7     | Fejezetek - 055. Minden fogás megengedett!! (全面戦争!!; Zenmen szenszó!!) - 056. Az erő, ami adatott...!! (与えられし力...!!; Ataeraresi csikara...!!) - 057. Tíz órával ezelőtt... (10時間前; Dzsú dzsikan mae) - 058. Szemtanúk...!! (目撃者...!!; Mokugekisa...!!) - 059. A Homok tragédiája!! (砂の惨劇!!; Szuna no szangeki!!) - 060. Az utolsó esély...!! (ラストチャンス...!!; Raszuto Csanszu...!!) - 061. Az út, amit járnod kéne...!! (進むべき道...!!; Szuszumubeki micsi...!!) - 062. Csapdában, mint a patkányok...!! (袋のネズミ...!!; Fukuro no nezumi...!!) - 063. Még egy arc (もう一つの顔; Mó hitocu no kao) | Fejezetek - 055. Minden fogás megengedett!! (全面戦争!!; Zenmen szenszó!!) - 056. Az erő, ami adatott...!! (与えられし力...!!; Ataeraresi csikara...!!) - 057. Tíz órával ezelőtt... (10時間前; Dzsú dzsikan mae) - 058. Szemtanúk...!! (目撃者...!!; Mokugekisa...!!) - 059. A Homok tragédiája!! (砂の惨劇!!; Szuna no szangeki!!) - 060. Az utolsó esély...!! (ラストチャンス...!!; Raszuto Csanszu...!!) - 061. Az út, amit járnod kéne...!! (進むべき道...!!; Szuszumubeki micsi...!!) - 062. Csapdában, mint a patkányok...!! (袋のネズミ...!!; Fukuro no nezumi...!!) - 063. Még egy arc (もう一つの顔; Mó hitocu no kao) | Szereplő(k) a borítón - Uzumaki Naruto - Ucsiha Szaszuke - Orocsimaru Oldalszám 188 Animeepizódok Naruto 33–37.                       | Szereplő(k) a borítón - Uzumaki Naruto - Ucsiha Szaszuke - Orocsimaru Oldalszám 188 Animeepizódok Naruto 33–37.                       |  |
| 7     | ISBN: ISBN 4-08-873113-1 ISBN 978-963-97943-2-0 | | | |  |
|       | | | | |  |
| 8     | Harc mindhalálig! | Inocsigake no tatakai!! (命懸けの戦い!!) | 2001. augusztus 3. | 2009. augusztus 22. |  |
| 8     | Fejezetek - 064. Hokage nagyúr üzenete...!! (火影の伝令...!!; Hokage no denrei...!!) - 065. Harc életre-halálra!! (命懸けの戦い!!; Inocsigake no tatakai!!) - 066. Szakura tanácsa (サクラの勧告; Szakura no kankoku) - 067. Szentségtelen ajándékok!! (異端なる能力!!; Itan naru nórjoku!!) - 068. Az Ucsiha vére!! (うちはの血!!; Ucsiha no csi!!) - 069. A halott látogató!! (恐怖の訪問者!!; Kjófu no hómonsa!!) - 070. Az aki meghal...!! (死ぬのは...!?; Sinu no va...!?) - 071. A leküzdhetetlen fal...!! (高すぎる壁...!!; Takaszugiru kabe...!!) - 072. Riválisok...!! (拮抗...!!; Kikkó...!!) | Fejezetek - 064. Hokage nagyúr üzenete...!! (火影の伝令...!!; Hokage no denrei...!!) - 065. Harc életre-halálra!! (命懸けの戦い!!; Inocsigake no tatakai!!) - 066. Szakura tanácsa (サクラの勧告; Szakura no kankoku) - 067. Szentségtelen ajándékok!! (異端なる能力!!; Itan naru nórjoku!!) - 068. Az Ucsiha vére!! (うちはの血!!; Ucsiha no csi!!) - 069. A halott látogató!! (恐怖の訪問者!!; Kjófu no hómonsa!!) - 070. Az aki meghal...!! (死ぬのは...!?; Sinu no va...!?) - 071. A leküzdhetetlen fal...!! (高すぎる壁...!!; Takaszugiru kabe...!!) - 072. Riválisok...!! (拮抗...!!; Kikkó...!!) | Szereplő(k) a borítón - Uzumaki Naruto - Gára Oldalszám 192 Animeepizódok Naruto 37–42.                                               | Szereplő(k) a borítón - Uzumaki Naruto - Gára Oldalszám 192 Animeepizódok Naruto 37–42.                                               |  |
| 8     | ISBN: ISBN 4-08-873147-6 ISBN 978-963-97943-3-7 | | | |  |
|       | | | | |  |
| 9     | Nedzsi és Hinata | Nedzsi to Hinata (ネジとヒナタ) | 2001. október 4. | 2009. november 11. |  |
| 9     | Fejezetek - 073. A vereség nyilatkozata!? (敗北宣言...!?; Haiboku szengen...!?) - 074. Hatodik összecsapás, és akkor...!!" (第六回戦...そして!!; Dairoku kaiszen... szosite!!) - 075. Naruto fejlődése...!! (ナルトの成長...!!; Naruto no szeicsó...!!) - 076. Kiba visszatámad!! Vagy Naruto támad vissza!!? (キバの逆転!! ナルトの逆転 !!?; Kiba no gjukuten!! Naruto no gjukuten!!?) - 077. Naruto okos terve!! (ナルトの奇策!!; Naruto no kiszaku!!) - 078. Nedzsi és Hinata (ネジとヒナタ; Nedzsi to Hinata) - 079. A Hjúga klán (日向一族; Hjúga icsidzoku) - 080. A külső határok... (限界を超えて...; Genkai vo koete...) - 081. Gára vs... (我愛羅vs...) | Fejezetek - 073. A vereség nyilatkozata!? (敗北宣言...!?; Haiboku szengen...!?) - 074. Hatodik összecsapás, és akkor...!!" (第六回戦...そして!!; Dairoku kaiszen... szosite!!) - 075. Naruto fejlődése...!! (ナルトの成長...!!; Naruto no szeicsó...!!) - 076. Kiba visszatámad!! Vagy Naruto támad vissza!!? (キバの逆転!! ナルトの逆転 !!?; Kiba no gjukuten!! Naruto no gjukuten!!?) - 077. Naruto okos terve!! (ナルトの奇策!!; Naruto no kiszaku!!) - 078. Nedzsi és Hinata (ネジとヒナタ; Nedzsi to Hinata) - 079. A Hjúga klán (日向一族; Hjúga icsidzoku) - 080. A külső határok... (限界を超えて...; Genkai vo koete...) - 081. Gára vs... (我愛羅vs...) | Szereplő(k) a borítón - Uzumaki Naruto - Hjúga Hinata - Hjúga Nedzsi Oldalszám 200 Animeepizódok Naruto 42–48.                        | Szereplő(k) a borítón - Uzumaki Naruto - Hjúga Hinata - Hjúga Nedzsi Oldalszám 200 Animeepizódok Naruto 42–48.                        |  |
| 9     | ISBN: ISBN 4-08-873174-3 ISBN 978-963-97943-4-4 | | | |  |
|       | | | | |  |
| 10    | Egy belevaló nindzsa | Rippa na nindzsa...!! (立派な忍者...!!) | 2001. december 4. | 2010. február 27. |  |
| 10    | Fejezetek - 082. Lee titka!! (リーの秘密!!; Rí no himicu!!) - 083. Az áthatolhatatlan védelem, szétporlad!? (絶対防御•崩壊!?; Zettai hógjo, hókai!?) - 084. Zseni a kemény munkában...!! (努力の天才...!!; Dorjoku no tenszai...!!) - 085. Most, mindvégig...!! (今こそ...!!; Ima koszo...!!) - 086. Egy nagyszerű nindzsa...!! (立派な忍者...!!; Rippa na nindzsa...!!) - 087. Az előselejtezőknek vége...!! (予選終了...!!; Josen súrjú...!!) - 088. Mi van Szaszukéval...? (サスケは...!?; Szaszuke va...!?) - 089. Naruto kívánsága...!! (ナルトのお願い...!!; Naruto no onegai...!!) - 090. Mi van az edzésemmel!? (修業どーすんだ!?; Súgjó dószun'da!?) | Fejezetek - 082. Lee titka!! (リーの秘密!!; Rí no himicu!!) - 083. Az áthatolhatatlan védelem, szétporlad!? (絶対防御•崩壊!?; Zettai hógjo, hókai!?) - 084. Zseni a kemény munkában...!! (努力の天才...!!; Dorjoku no tenszai...!!) - 085. Most, mindvégig...!! (今こそ...!!; Ima koszo...!!) - 086. Egy nagyszerű nindzsa...!! (立派な忍者...!!; Rippa na nindzsa...!!) - 087. Az előselejtezőknek vége...!! (予選終了...!!; Josen súrjú...!!) - 088. Mi van Szaszukéval...? (サスケは...!?; Szaszuke va...!?) - 089. Naruto kívánsága...!! (ナルトのお願い...!!; Naruto no onegai...!!) - 090. Mi van az edzésemmel!? (修業どーすんだ!?; Súgjó dószun'da!?) | Szereplő(k) a borítón - Uzumaki Naruto - Might Guy - Rock Lee - Might Guy teknőse Oldalszám 180 Animeepizódok Naruto 48–52.           | Szereplő(k) a borítón - Uzumaki Naruto - Might Guy - Rock Lee - Might Guy teknőse Oldalszám 180 Animeepizódok Naruto 48–52.           |  |
| 10    | ISBN: ISBN 4-08-873197-2 ISBN 978-963-97943-5-1 | | | |  |
|       | | | | |  |
| 11    | Hadd legyek a tanítványod!! | Desiiri sigan!? (弟子入り志願 !?) | 2002. március 4. | 2010. augusztus 8. |  |
| 11    | Fejezetek - 091. Én leszek a tanítványod?! (弟子入り志願 !?; Desi'iri sigan!?) - 092. Levél vs Hang vs Homok!! (木ノ葉と音と砂と...!!; Konoha to Oto to Szuna to...!!) - 093. Szenvedélyes erőfeszítés...minden egyes darab!! (熱情...それぞれ!!; Necudzsó... szorezore!!) - 094. Kulcs...!! (鍵...!!; Kagi...!!) - 095. A visszavágás esélye...!! (邂逅...!!; Kaikó...!!) - 096. A nem várt látogató!! (突然の来訪者!!; Tocuzen no raihósa!!) - 097. Az ok, amiért élek!! (在り続ける理由!!; Ari cuzukeru vake!!) - 098. A büszke vesztes!! (誇り高き失敗者!!; Hokori takaki sippaisa!!) - 099. A döntő elkezdődik...!!" (本線、開始っ...!!; Honszen, kaisi...!!) | Fejezetek - 091. Én leszek a tanítványod?! (弟子入り志願 !?; Desi'iri sigan!?) - 092. Levél vs Hang vs Homok!! (木ノ葉と音と砂と...!!; Konoha to Oto to Szuna to...!!) - 093. Szenvedélyes erőfeszítés...minden egyes darab!! (熱情...それぞれ!!; Necudzsó... szorezore!!) - 094. Kulcs...!! (鍵...!!; Kagi...!!) - 095. A visszavágás esélye...!! (邂逅...!!; Kaikó...!!) - 096. A nem várt látogató!! (突然の来訪者!!; Tocuzen no raihósa!!) - 097. Az ok, amiért élek!! (在り続ける理由!!; Ari cuzukeru vake!!) - 098. A büszke vesztes!! (誇り高き失敗者!!; Hokori takaki sippaisa!!) - 099. A döntő elkezdődik...!!" (本線、開始っ...!!; Honszen, kaisi...!!) | Szereplő(k) a borítón - Uzumaki Naruto - Dzsiraija - Gamabunta Oldalszám 192 Animeepizódok Naruto 52–60.                              | Szereplő(k) a borítón - Uzumaki Naruto - Dzsiraija - Gamabunta Oldalszám 192 Animeepizódok Naruto 52–60.                              |  |
| 11    | ISBN: ISBN 4-08-873236-7 ISBN 978-963-97943-6-8 | | | |  |
|       | | | | |  |
| 12    | Szárnyalj!! | Ói naru hisó!! (大いなる飛翔!!) | 2002. május 1. | 2011. május 17. |  |
| 12    | Fejezetek - 100. Felkészülve a vereségre!! (玉砕覚悟!!; Gjokuszai kakugo!!) - 101. A másik...!! (もう一つの...!!; Mó hitocu no...!!) - 102. A kalitkába zárt madár...!! (籠の中の鳥...!!; Kago no naka no tori...!!) - 103. A vesztes!! (落ちこぼれ!!; Ocsigobore!!) - 104. Az erő, hogy megváltozz...!! (変える力...!!; Kaeru csikara...!!) - 105. A nagyszerű harc!! (大いなる飛翔!!; Ói naru hisó!!) - 106. Szaszuke elveszti...!? (サスケ失格...!?; Szaszuke sikkaku...!?) - 107. A fiú harci szellem nélkül!! (やる気ゼロの男!!; Jaruki zero no otoko!!) - 108. Egy cselekmény egy cselekményben...!? (勝利への伏線...!?; Sóri e no fukaszen...!?) | Fejezetek - 100. Felkészülve a vereségre!! (玉砕覚悟!!; Gjokuszai kakugo!!) - 101. A másik...!! (もう一つの...!!; Mó hitocu no...!!) - 102. A kalitkába zárt madár...!! (籠の中の鳥...!!; Kago no naka no tori...!!) - 103. A vesztes!! (落ちこぼれ!!; Ocsigobore!!) - 104. Az erő, hogy megváltozz...!! (変える力...!!; Kaeru csikara...!!) - 105. A nagyszerű harc!! (大いなる飛翔!!; Ói naru hisó!!) - 106. Szaszuke elveszti...!? (サスケ失格...!?; Szaszuke sikkaku...!?) - 107. A fiú harci szellem nélkül!! (やる気ゼロの男!!; Jaruki zero no otoko!!) - 108. Egy cselekmény egy cselekményben...!? (勝利への伏線...!?; Sóri e no fukaszen...!?) | Szereplő(k) a borítón - Uzumaki Naruto - Nara Sikamaru Oldalszám 188 Animeepizódok Naruto 60–64.                                      | Szereplő(k) a borítón - Uzumaki Naruto - Nara Sikamaru Oldalszám 188 Animeepizódok Naruto 60–64.                                      |  |
| 12    | ISBN: ISBN 4-08-873259-6 ISBN 978-963-97943-6-8 | | | |  |
|       | | | | |  |
| 13    | A csúninvizsga vége!! | Csúnin siken, súrjó...!! (中忍試験、終了...!!) | 2002. augusztus 2. | 2011. október 15. |  |
| 13    | Fejezetek - 109. Falevelek, táncolás...!!" (木の葉、舞い...!!; Konoha, mai...!!) - 110. A legvégén...!! (いよいよ...!!; Ijo ijo...!!) - 111. Szaszuke vs. Gára!! (, ’サスケVS我愛羅!!’) - 112. Szaszuke taidzsucuja...!! (サスケの体術...!!; Szaszuke no taidzsucu...!!) - 113. Az ok, amiért késett...!!" (遅刻の理由...!!; Csikoku no rjú...!!) - 114. Erőszakos behatolás...!! (強襲...!!; Kjósú...!!) - 115. A Csúnin-választó befejeződött...!! (中忍試験、終了...!!; Csúnin siken, súrjó...!!) - 116. A Levél elpusztításának művelete...!! (木ノ葉崩し...!!; Konoha kuzusi...!!) - 117. A tudomásotokra hozott küldetés...!! (下された任務...!!; Kudaszareta ninmu...!!)                                                                                         | Fejezetek - 109. Falevelek, táncolás...!!" (木の葉、舞い...!!; Konoha, mai...!!) - 110. A legvégén...!! (いよいよ...!!; Ijo ijo...!!) - 111. Szaszuke vs. Gára!! (, ’サスケVS我愛羅!!’) - 112. Szaszuke taidzsucuja...!! (サスケの体術...!!; Szaszuke no taidzsucu...!!) - 113. Az ok, amiért késett...!!" (遅刻の理由...!!; Csikoku no rjú...!!) - 114. Erőszakos behatolás...!! (強襲...!!; Kjósú...!!) - 115. A Csúnin-választó befejeződött...!! (中忍試験、終了...!!; Csúnin siken, súrjó...!!) - 116. A Levél elpusztításának művelete...!! (木ノ葉崩し...!!; Konoha kuzusi...!!) - 117. A tudomásotokra hozott küldetés...!! (下された任務...!!; Kudaszareta ninmu...!!)                                                                                         | Szereplő(k) a borítón - Uzumaki Naruto - Ucsiha Szaszuke - Gára Oldalszám 200 Animeepizódok Naruto 65–69.                             | Szereplő(k) a borítón - Uzumaki Naruto - Ucsiha Szaszuke - Gára Oldalszám 200 Animeepizódok Naruto 65–69.                             |  |
| 13    | ISBN: ISBN 4-08-873298-7 EAN 599-988-37050-3-X | | | |  |
|       | | | | |  |
| 14    | Hokage vs Hokage!! | Hokage bászaszu hokage!! (火影VS火影!!) | 2002. november 1. | 2011. december 10. |  |
| 14    | Fejezetek - 118. Elzárás...!! (足止め...!!; Asidome...!!) - 119. Az élet, melyet szeretnék...!! (オレの人生...!!; Ore no dzsinszei...!!) - 120. Hokage vs. hokage!! (火影VS火影!!; Hokage bászaszu hokage!!) - 121. A szörnyű kísérlet...!! (恐るべき実験...!!; Oszorubeki dzsikken...!!) - 122. Az akarat: Átadva!! (受け継がれてゆく意志!!; Ukecugarete juku isi!!) - 123. A végső pecsét (最後の封印; Szaigo no fúin) - 124. Az örök harc...!! (永遠なる闘い...!!; Eien naru tatakai...!!) - 125. A felébredés ideje...!! (目覚めの時...!!; Mezame no toki...!!) - 126. Védtelenül...!! (油断...!!; Judan...!!) | Fejezetek - 118. Elzárás...!! (足止め...!!; Asidome...!!) - 119. Az élet, melyet szeretnék...!! (オレの人生...!!; Ore no dzsinszei...!!) - 120. Hokage vs. hokage!! (火影VS火影!!; Hokage bászaszu hokage!!) - 121. A szörnyű kísérlet...!! (恐るべき実験...!!; Oszorubeki dzsikken...!!) - 122. Az akarat: Átadva!! (受け継がれてゆく意志!!; Ukecugarete juku isi!!) - 123. A végső pecsét (最後の封印; Szaigo no fúin) - 124. Az örök harc...!! (永遠なる闘い...!!; Eien naru tatakai...!!) - 125. A felébredés ideje...!! (目覚めの時...!!; Mezame no toki...!!) - 126. Védtelenül...!! (油断...!!; Judan...!!) | Szereplő(k) a borítón - Uzumaki Naruto - Szarutobi Hiruzen Oldalszám 184 Animeepizódok Naruto 69–74.                                  | Szereplő(k) a borítón - Uzumaki Naruto - Szarutobi Hiruzen Oldalszám 184 Animeepizódok Naruto 69–74.                                  |  |
| 14    | ISBN: ISBN 4-08-873341-X EAN 599-988-37051-1-X | | | |  |
|       | | | | |  |
| 15    | Naruto tekercse!! | Naruto ninpócsó!! (ナルト忍法帖!!) | 2002. december 20. | 2012. április 15. |  |
| 15    | Fejezetek - 127. Életben maradni...!! (生の実感...!!); Szei no dzsikkan...!!) - 128. Egyikük kimagasló képessége...!! (限界を超えて...!!; Genkai o koete...!!) - 129. Megsebezni...!! (痛み...!!; Itami...!!) - 130. Szeretet...!! (愛情...!!; Aidzsó...!!) - 131. A név: Gára...!! (我愛羅という名...!!; Gára to iu na...!!) - 132. Kettő...Sötétség és fény (二人...闇と光; Futari... Jami to hikari) - 133. Azok, akik erősek...!! (強き者...!!; Cujokimono...!!) - 134. Naruto nindzsa kézikönyve!! (ナルト忍法帖!!; Naruto ninpócsó!!) - 135. Viharos harc...!! (嵐の如き戦い!!; Arasi no gotoki tatakai!!) | Fejezetek - 127. Életben maradni...!! (生の実感...!!); Szei no dzsikkan...!!) - 128. Egyikük kimagasló képessége...!! (限界を超えて...!!; Genkai o koete...!!) - 129. Megsebezni...!! (痛み...!!; Itami...!!) - 130. Szeretet...!! (愛情...!!; Aidzsó...!!) - 131. A név: Gára...!! (我愛羅という名...!!; Gára to iu na...!!) - 132. Kettő...Sötétség és fény (二人...闇と光; Futari... Jami to hikari) - 133. Azok, akik erősek...!! (強き者...!!; Cujokimono...!!) - 134. Naruto nindzsa kézikönyve!! (ナルト忍法帖!!; Naruto ninpócsó!!) - 135. Viharos harc...!! (嵐の如き戦い!!; Arasi no gotoki tatakai!!) | Szereplő(k) a borítón - Uzumaki Naruto - Gára - Gamabunta - Sukaku Oldalszám 190 Animeepizódok Naruto 75–78.                          | Szereplő(k) a borítón - Uzumaki Naruto - Gára - Gamabunta - Sukaku Oldalszám 190 Animeepizódok Naruto 75–78.                          |  |
| 15    | ISBN: ISBN 4-08-873368-1 ISBN 978-963-97947-5-7 | | | |  |
|       | | | | |  |
| 16    | Avarrejtek ostromának vége!! | Konoha kuzusi, súkecu!! (木ノ葉崩し、終結!!) | 2003. március 4. | 2012. július 21. |  |
| 16    | Fejezetek - 136. Az utolsó csapás...!! (最後の一撃...!!; Szaigo no icsigeki...!!) - 137. A Levél nindzsája...!! (木ノ葉の忍...!!; Konoha no sinobi...!!) - 138. A Levél elpusztításának művelete, megbukott!! (木ノ葉崩し、終結!!; Konoha kuzusi, súkecu!!) - 139. Dicshimnusz...!! (その者の名は...!!; Szono mono no na va...!!) - 140. Összeütközés...!! (接近...!!; Szekkin...!!) - 141. Ucsiha Itacsi!! (うちはイタチ!!; Uchiha Itachi!!) - 142. Kakasi vs. Itacsi (カカシvsイタチ; Kakasi bászaszu Itacsi) - 143. A negyedik hokage öröksége!! (四代目の遺産!!; Jondaime no iszan!!) - 144. Az üldözők (追跡者; Cuiszekisa) | Fejezetek - 136. Az utolsó csapás...!! (最後の一撃...!!; Szaigo no icsigeki...!!) - 137. A Levél nindzsája...!! (木ノ葉の忍...!!; Konoha no sinobi...!!) - 138. A Levél elpusztításának művelete, megbukott!! (木ノ葉崩し、終結!!; Konoha kuzusi, súkecu!!) - 139. Dicshimnusz...!! (その者の名は...!!; Szono mono no na va...!!) - 140. Összeütközés...!! (接近...!!; Szekkin...!!) - 141. Ucsiha Itacsi!! (うちはイタチ!!; Uchiha Itachi!!) - 142. Kakasi vs. Itacsi (カカシvsイタチ; Kakasi bászaszu Itacsi) - 143. A negyedik hokage öröksége!! (四代目の遺産!!; Jondaime no iszan!!) - 144. Az üldözők (追跡者; Cuiszekisa) | Szereplő(k) a borítón - Uzumaki Naruto - Umino Iruka Oldalszám 200 Animeepizódok Naruto 79–83.                                        | Szereplő(k) a borítón - Uzumaki Naruto - Umino Iruka Oldalszám 200 Animeepizódok Naruto 79–83.                                        |  |
| 16    | ISBN: ISBN 4-08-873394-0 ISBN 978-963-97947-6-4 | | | |  |
|       | | | | |  |
| 17    | Itacsi ereje!! | Itacsi no csikara!! (イタチの能力!!) | 2003. május 1. | 2012. október 13. |  |
| 17    | Fejezetek - 145. A kétségbeesés emlékei (絶望の記憶; Zecubó no kioku) - 146. Együtt a gyűlölettel...!! (憎悪とともに...!!; Zóo to tomo ni...!!) - 147. Az én harcom!! (オレの戦い!!; Ore no tatakai!!) - 148. Itacsi ereje!! (イタチの能力!!; Itacsi no csikara!!) - 149. A legendás...!! (伝説の...!!; Denszecu no...!!) - 150. Kezdődik az edzés...?! (修行開始...!?; Súgjó kaisi...!!) - 151. A horog...!! (きっかけ...!!; Kikkake...!!) - 152. A második lépés (第二段階; Daini dankai) - 153. A keresők!! (捜索者たち!!; Szószakusa-tacsi) | Fejezetek - 145. A kétségbeesés emlékei (絶望の記憶; Zecubó no kioku) - 146. Együtt a gyűlölettel...!! (憎悪とともに...!!; Zóo to tomo ni...!!) - 147. Az én harcom!! (オレの戦い!!; Ore no tatakai!!) - 148. Itacsi ereje!! (イタチの能力!!; Itacsi no csikara!!) - 149. A legendás...!! (伝説の...!!; Denszecu no...!!) - 150. Kezdődik az edzés...?! (修行開始...!?; Súgjó kaisi...!!) - 151. A horog...!! (きっかけ...!!; Kikkake...!!) - 152. A második lépés (第二段階; Daini dankai) - 153. A keresők!! (捜索者たち!!; Szószakusa-tacsi) | Szereplő(k) a borítón - Uzumaki Naruto - Ucsiha Szaszuke Oldalszám 200 Animeepizódok Naruto 84–88.                                    | Szereplő(k) a borítón - Uzumaki Naruto - Ucsiha Szaszuke Oldalszám 200 Animeepizódok Naruto 84–88.                                    |  |
| 17    | ISBN: ISBN 4-08-873420-3 ISBN 978-963-97947-7-1 | | | |  |
|       | | | | |  |
| 18    | Cunade döntése!! | Cunade no kecui!! (綱手の決意!!) | 2003. augusztus 4. | 2012. december 13. |  |
| 18    | Fejezetek - 154. Összefutás...!! (到達...!!; Dótacu...!!) - 155. A harmadik lépés (第三段階; Daiszan dankai) - 156. Az ajánlat (取り引き; Torihiki) - 157. Cunade válasza...?! (答えは...!?; Kotae va...!?) - 158. Nem bocsátok meg...!! (許さねぇ...!!; Juruszane...!!) - 159. A fogadás...!! (賭け...!!; Kake...!!) - 160. A halál nyaklánca...!! (死の首飾り...!!; Si no kubikazari...!!) - 161. Cunade döntése (綱手の決意!!; Cunade no kecui) - 162. A gyenge szív...!! (抗えぬ心...!!; Aragaenu kokoro...!!) | Fejezetek - 154. Összefutás...!! (到達...!!; Dótacu...!!) - 155. A harmadik lépés (第三段階; Daiszan dankai) - 156. Az ajánlat (取り引き; Torihiki) - 157. Cunade válasza...?! (答えは...!?; Kotae va...!?) - 158. Nem bocsátok meg...!! (許さねぇ...!!; Juruszane...!!) - 159. A fogadás...!! (賭け...!!; Kake...!!) - 160. A halál nyaklánca...!! (死の首飾り...!!; Si no kubikazari...!!) - 161. Cunade döntése (綱手の決意!!; Cunade no kecui) - 162. A gyenge szív...!! (抗えぬ心...!!; Aragaenu kokoro...!!) | Szereplő(k) a borítón - Uzumaki Naruto - Cunade Oldalszám 200 Animeepizódok Naruto 88–92.                                             | Szereplő(k) a borítón - Uzumaki Naruto - Cunade Oldalszám 200 Animeepizódok Naruto 88–92.                                             |  |
| 18    | ISBN: ISBN 4-08-873493-9 ISBN 978-963-97946-8-9 | | | |  |
|       | | | | |  |
| 19    | Az örökös | Ukecugumono (受け継ぐ者) | 2003. november 4. | 2013. október 27. |  |
| 19    | Fejezetek - 163. A romlatlan...!! (朽ちぬもの...!!; Kucsinumono...!!) - 164. Specialista!! (医療忍者!!; Szupesariszuto!!) - 165. Naruto támad!! (ナルト、突撃っ!!; Naruto, tocugeki!!) - 166. Sinobi készség...!!" (忍の才能...!!; Sinobi no szainó...!!) - 167. Ahogy megígértem...!! (約束通り...!!; Jakuszoku dóri...!!) - 168. Még egyszer (もう一度だけ; Mó icsido dake) - 169. Mindent egy lapra...!! (命を懸ける...!!; Inocsi vo kakeru...!!) - 170. Döntetlen!! (三竦みの攻防!!; Szanszukumi no kóbó!!) - 171. Az örökös (受け継ぐ者; Ukecugumono) | Fejezetek - 163. A romlatlan...!! (朽ちぬもの...!!; Kucsinumono...!!) - 164. Specialista!! (医療忍者!!; Szupesariszuto!!) - 165. Naruto támad!! (ナルト、突撃っ!!; Naruto, tocugeki!!) - 166. Sinobi készség...!!" (忍の才能...!!; Sinobi no szainó...!!) - 167. Ahogy megígértem...!! (約束通り...!!; Jakuszoku dóri...!!) - 168. Még egyszer (もう一度だけ; Mó icsido dake) - 169. Mindent egy lapra...!! (命を懸ける...!!; Inocsi vo kakeru...!!) - 170. Döntetlen!! (三竦みの攻防!!; Szanszukumi no kóbó!!) - 171. Az örökös (受け継ぐ者; Ukecugumono) | Szereplő(k) a borítón - Uzumaki Naruto - Dzsiraija - Orocsimaru - Cunade Oldalszám 184 Animeepizódok Naruto 92–96.                    | Szereplő(k) a borítón - Uzumaki Naruto - Dzsiraija - Orocsimaru - Cunade Oldalszám 184 Animeepizódok Naruto 92–96.                    |  |
| 19    | ISBN: ISBN 4-08-873523-4 ISBN 978-963-97949-6-2 | | | |  |
|       | | | | |  |
| 20    | Naruto vs. Szaszuke! | Naruto bászaszu Szaszuke!! (ナルトvsサスケ!!) | 2003. december 19. | 2014. május 5. |  |
| 20    | Fejezetek - 172. A visszatérés (帰郷; Kikjó) - 173. Gyötrelem (苦悩する者たち; Kunószurumono-tacsi) - 174. Érzések...! (想い、それぞれ...!; Omoi, szorezore...!) - 175. Naruto vs. Szaszuke!! (ナルトvsサスケ!!; Naruto bászaszu Szaszuke!!) - 176. Riválisok (ライバルというもの; Raibaru to iu mono) - 177. A Hang négyese (音の四人衆; Oto no joninsú) - 178. A Hang hívása...!! (音の誘い...!!; Oto no izanai...!!) - 179. Sose feledd...!! (忘れるな...!!; Vaszureruna...!!) - 180. Egy ígéret!! (約束だ!!; Jakuszoku da!!) | Fejezetek - 172. A visszatérés (帰郷; Kikjó) - 173. Gyötrelem (苦悩する者たち; Kunószurumono-tacsi) - 174. Érzések...! (想い、それぞれ...!; Omoi, szorezore...!) - 175. Naruto vs. Szaszuke!! (ナルトvsサスケ!!; Naruto bászaszu Szaszuke!!) - 176. Riválisok (ライバルというもの; Raibaru to iu mono) - 177. A Hang négyese (音の四人衆; Oto no joninsú) - 178. A Hang hívása...!! (音の誘い...!!; Oto no izanai...!!) - 179. Sose feledd...!! (忘れるな...!!; Vaszureruna...!!) - 180. Egy ígéret!! (約束だ!!; Jakuszoku da!!) | Szereplő(k) a borítón - Uzumaki Naruto - Ucsiha Szaszuke Oldalszám 184 Animeepizódok Naruto 98., 100., 107–109.                       | Szereplő(k) a borítón - Uzumaki Naruto - Ucsiha Szaszuke Oldalszám 184 Animeepizódok Naruto 98., 100., 107–109.                       |  |
| 20    | ISBN: ISBN 4-08-873552-8 ISBN 978-615-53561-2-4 | | | |  |
|       | | | | |  |
| 21    | Nem bocsátom meg!! | Juruszenai!! (許せない!!) | 2004. március 4. | 2014. július 20. |  |
| 21    | Fejezetek - 181. A harc elkezdődik...!! (闘いの始まり...!!; Tatakai no hadzsimari...!!) - 182. Összegyűjtés!! (集結!!; Súkecu!!) - 183. Az ígéret (一生の約束; Issó no jakuszoku) - 184. Hang vs. Levél!! (音vs木ノ葉!!; Oto vs Konoha!!) - 185. Üldözés...!! (音を追え...!!; Oto vo oe...!!) - 186. Bukott...?! (作戦...失敗!?; Szakuszen... sippai!?) - 187. Az ellenvetés...!! (命乞い...!!; Inocsigoi...!!) - 188. Levél sinobi (木ノ葉隠れの忍...!!; Konohakagure no sinobi) - 189. Bizalom...!! (信じる力...!!; Sindzsiru csikara...!!) - 190. Nem bocsátom meg!! (許せない!!; Juruszenai!!) | Fejezetek - 181. A harc elkezdődik...!! (闘いの始まり...!!; Tatakai no hadzsimari...!!) - 182. Összegyűjtés!! (集結!!; Súkecu!!) - 183. Az ígéret (一生の約束; Issó no jakuszoku) - 184. Hang vs. Levél!! (音vs木ノ葉!!; Oto vs Konoha!!) - 185. Üldözés...!! (音を追え...!!; Oto vo oe...!!) - 186. Bukott...?! (作戦...失敗!?; Szakuszen... sippai!?) - 187. Az ellenvetés...!! (命乞い...!!; Inocsigoi...!!) - 188. Levél sinobi (木ノ葉隠れの忍...!!; Konohakagure no sinobi) - 189. Bizalom...!! (信じる力...!!; Sindzsiru csikara...!!) - 190. Nem bocsátom meg!! (許せない!!; Juruszenai!!) | Szereplő(k) a borítón - Uzumaki Naruto - Akimicsi Csódzsi - Nara Sikamaru Oldalszám 208 Animeepizódok Naruto 109–114.                 | Szereplő(k) a borítón - Uzumaki Naruto - Akimicsi Csódzsi - Nara Sikamaru Oldalszám 208 Animeepizódok Naruto 109–114.                 |  |
| 21    | ISBN: ISBN 4-08-873573-0 ISBN 978-615-5356-13-1 | | | |  |
|       | | | | |  |
| 22    | Újjászületés!! | Tenszei...!! (転生...!!) | 2004. április 30. | 2014. július 20. |  |
| 22    | Fejezetek - 191. Bajtársak...!! (仲間...!!; Nakama...!!) - 192. A terv...!! (段取り...!!; Dandori...!!) - 193. Játék vége (ゲームオーバー; Gému óbá) - 194. Megnyerő származás (さぐりあい; Szaguriai) - 195. Elkapni...!! (攻略法...!!; Kórjaku hó...!!) - 196. A legerősebb ellenség!! (一番強い敵!!; Icsiban cujoi teki!!) - 197. Felkészülve a halálra!! (決死の覚悟!!; Kessi no kakugo!!) - 198. Átruházás...!! (転生...!!; Tenszei...!!) - 199. A vágy...!! (願望...!!; Ganbó...!!) | Fejezetek - 191. Bajtársak...!! (仲間...!!; Nakama...!!) - 192. A terv...!! (段取り...!!; Dandori...!!) - 193. Játék vége (ゲームオーバー; Gému óbá) - 194. Megnyerő származás (さぐりあい; Szaguriai) - 195. Elkapni...!! (攻略法...!!; Kórjaku hó...!!) - 196. A legerősebb ellenség!! (一番強い敵!!; Icsiban cujoi teki!!) - 197. Felkészülve a halálra!! (決死の覚悟!!; Kessi no kakugo!!) - 198. Átruházás...!! (転生...!!; Tenszei...!!) - 199. A vágy...!! (願望...!!; Ganbó...!!) | Szereplő(k) a borítón - Uzumaki Naruto - Hjúga Nedzsi Oldalszám 186 Animeepizódok Naruto 114–118.                                     | Szereplő(k) a borítón - Uzumaki Naruto - Hjúga Nedzsi Oldalszám 186 Animeepizódok Naruto 114–118.                                     |  |
| 22    | ISBN: ISBN 4-08-873595-1 ISBN 978-615-5356-14-8 | | | |  |
|       | | | | |  |
| 23    | Kutyaszorítóban!! | Kukjó...!! (苦境...!!) | 2004. augusztus 4. | 2015. április 7. |  |
| 23    | Fejezetek - 200. A tervhez igazodva...!! (計算通り...!!; Keiszan dóri...!!) - 201. Elszámítás...!! (計算違い...!!; Keiszan csigai...!!) - 202. Három kívánság!! (三つの願い!!; Miccu no negai!!) - 203. Szakon titka (左近の秘密; Szakon no himicu) - 204. Ukon bátorsága (右近の能力; Ukon no nórjoku) - 205. Kiba döntése!! (キバの決意!!; Kiba no kecui!!) - 206. Nehéz helyzet...!! (苦境...!!; Kukjó...!!) - 207. Patthelyzet (飛車角落ち; Hisa kakuocsi) - 208. Hamisítvány: Kilőve!! (一手目はフェイク!!; Itteme va feiku!!) | Fejezetek - 200. A tervhez igazodva...!! (計算通り...!!; Keiszan dóri...!!) - 201. Elszámítás...!! (計算違い...!!; Keiszan csigai...!!) - 202. Három kívánság!! (三つの願い!!; Miccu no negai!!) - 203. Szakon titka (左近の秘密; Szakon no himicu) - 204. Ukon bátorsága (右近の能力; Ukon no nórjoku) - 205. Kiba döntése!! (キバの決意!!; Kiba no kecui!!) - 206. Nehéz helyzet...!! (苦境...!!; Kukjó...!!) - 207. Patthelyzet (飛車角落ち; Hisa kakuocsi) - 208. Hamisítvány: Kilőve!! (一手目はフェイク!!; Itteme va feiku!!) | Szereplő(k) a borítón - Uzumaki Naruto - Gamakicsi - Inuzuka Kiba - Akamaru Oldalszám 184 Animeepizódok Naruto 119–122.               | Szereplő(k) a borítón - Uzumaki Naruto - Gamakicsi - Inuzuka Kiba - Akamaru Oldalszám 184 Animeepizódok Naruto 119–122.               |  |
| 23    | ISBN: ISBN 4-08-873639-7 ISBN 978-615-5356-15-5 | | | |  |
|       | | | | |  |
| 24    | Gáz van!! | Pincsi, pincsi, pincsi!! (ピンチ·ピンチ·ピンチ!!) | 2004. október 4. | 2015. július 12. |  |
| 24    | Fejezetek - 209. A segítség megérkezik!! (助っ人、参上!!; Szuketto, sandzsó!!) - 210. Lee titka (リーの秘密!!; Rí no himicu) - 211. Tévhitű...!! (変則的...!!; Henszokuteki...!!) - 212. Veszély, veszély, veszély!! (ピンチ·ピンチ·ピンチ!!; Pincsi pincsi pincsi!!) - 213. Adósság...!! (大きな借り...!!; Óki na kari...!!) - 214. Visszavonulás...!! (いったん退いて...!!; Ittan híte...!!) - 215. Sivatagi Gára (砂漠の我愛羅; Sabaku no Gára) - 216. Alabárd és páncél...!! (矛と盾...!!; Hoku to tate...!!) - 217. A legfontosabbért (大切な者の為に; Taiszecu na mono no tame ni) | Fejezetek - 209. A segítség megérkezik!! (助っ人、参上!!; Szuketto, sandzsó!!) - 210. Lee titka (リーの秘密!!; Rí no himicu) - 211. Tévhitű...!! (変則的...!!; Henszokuteki...!!) - 212. Veszély, veszély, veszély!! (ピンチ·ピンチ·ピンチ!!; Pincsi pincsi pincsi!!) - 213. Adósság...!! (大きな借り...!!; Óki na kari...!!) - 214. Visszavonulás...!! (いったん退いて...!!; Ittan híte...!!) - 215. Sivatagi Gára (砂漠の我愛羅; Sabaku no Gára) - 216. Alabárd és páncél...!! (矛と盾...!!; Hoku to tate...!!) - 217. A legfontosabbért (大切な者の為に; Taiszecu na mono no tame ni) | Szereplő(k) a borítón - Uzumaki Naruto - Dzsiróbó - Kidómaru - Szakon - Tajuja - Kimimaro Oldalszám 188 Animeepizódok Naruto 123–127. | Szereplő(k) a borítón - Uzumaki Naruto - Dzsiróbó - Kidómaru - Szakon - Tajuja - Kimimaro Oldalszám 188 Animeepizódok Naruto 123–127. |  |
| 24    | ISBN: ISBN 4-08-873660-5 ISBN 978-615-5356-16-2 | | | |  |
|       | | | | |  |
| 25    | Itacsi és Szaszuke | Itacsi to Szaszuke (兄と弟) | 2004. december 3. | 2015. december 15. |  |
| 25    | Fejezetek - 218. Levél bajtársak!! (木ノ葉の仲間!!; Konoha no nakama!!) - 219. Jövő és múlt (未来と過去; Mirai to kako) - 220. Itacsi és Szaszuke (兄と弟; Itacsi to Szaszuke) - 221. Elérhetetlen (遠すぎる兄; Tószugiru ani) - 222. Itacsi vádlott (イタチの疑惑; Itacsi no givaku) - 223. Szaszuke és édesapja (サスケと父; Szaszuke to csicsi) - 224. Az a nap...!! (その日...!!; Szono hi...!!) - 225. Sötétségben...!! (闇の中...!!; Jami no naka...!!) - 226. Egy barátért...!! (親しき友に...!!; Sitasiki tomo ni...!!) | Fejezetek - 218. Levél bajtársak!! (木ノ葉の仲間!!; Konoha no nakama!!) - 219. Jövő és múlt (未来と過去; Mirai to kako) - 220. Itacsi és Szaszuke (兄と弟; Itacsi to Szaszuke) - 221. Elérhetetlen (遠すぎる兄; Tószugiru ani) - 222. Itacsi vádlott (イタチの疑惑; Itacsi no givaku) - 223. Szaszuke és édesapja (サスケと父; Szaszuke to csicsi) - 224. Az a nap...!! (その日...!!; Szono hi...!!) - 225. Sötétségben...!! (闇の中...!!; Jami no naka...!!) - 226. Egy barátért...!! (親しき友に...!!; Sitasiki tomo ni...!!) | Szereplő(k) a borítón - Uzumaki Naruto - Ucsiha Szaszuke - Ucsiha Itacsi Oldalszám 188 Animeepizódok Naruto 128–132.                  | Szereplő(k) a borítón - Uzumaki Naruto - Ucsiha Szaszuke - Ucsiha Itacsi Oldalszám 188 Animeepizódok Naruto 128–132.                  |  |
| 25    | ISBN: ISBN 4-08-873679-6 ISBN 978-615-5356-29-2 | | | |  |
|       | | | | |  |
| 26    | Az elválás napja | Vakare no hi...!! (別れの日...!!) | 2005. február 4. | 2016. március 30. |  |
| 26    | Fejezetek - 227. Csidori vs. Raszengan!! (千鳥VS螺旋丸!!; Csidori bászaszu Raszengan!!) - 228. Kakasi előérzete (カカシの予感; Kakasi no jokan) - 229. A kötelék...!! (繋がり...!!; Cunagari...!!) - 230. Ébredés!! (目醒めの時!!; Mezame no toki!!) - 231. Különleges csakra!! (特別な力!!; Tokubecu na csikara!!) - 232. A Végzet-völgye (終末の谷; Súmacu no tani) - 233. A legrosszabb befejezés...!! (最悪の結末...!!; Szaiaku no kecumacu...!!) - 234. Elváló utak...!! (別れの日...!!; Vakare no hi...!!) - 235. Küldetés sikertelen...!! (任務失敗...!!; Ninmu sippai...!!) | Fejezetek - 227. Csidori vs. Raszengan!! (千鳥VS螺旋丸!!; Csidori bászaszu Raszengan!!) - 228. Kakasi előérzete (カカシの予感; Kakasi no jokan) - 229. A kötelék...!! (繋がり...!!; Cunagari...!!) - 230. Ébredés!! (目醒めの時!!; Mezame no toki!!) - 231. Különleges csakra!! (特別な力!!; Tokubecu na csikara!!) - 232. A Végzet-völgye (終末の谷; Súmacu no tani) - 233. A legrosszabb befejezés...!! (最悪の結末...!!; Szaiaku no kecumacu...!!) - 234. Elváló utak...!! (別れの日...!!; Vakare no hi...!!) - 235. Küldetés sikertelen...!! (任務失敗...!!; Ninmu sippai...!!) | Szereplő(k) a borítón - Uzumaki Naruto Oldalszám 188 Animeepizódok Naruto 132–135.                                                    | Szereplő(k) a borítón - Uzumaki Naruto Oldalszám 188 Animeepizódok Naruto 132–135.                                                    |  |
| 26    | ISBN: ISBN 4-08-873770-9 ISBN 978-615-5356-30-8 | | | |  |
|       | | | | |  |
| 27    | Az indulás napja | Tabidacsi no hi!! (旅立ちの日!!) | 2005. április 4. | 2016. október 17. |  |
| 27    | Fejezetek - 236. Egy megszegett ígéret (守れなかった約束; Mamorenakatta jakuszoku) - 237. Hülye...!! (馬鹿...!!; Baka...!!) - 238. Elutazás!! (旅立ちの日!!; Tabidacsi no hi!!) - 239. Gaiden 1: A küldetés elkezdődik...!! (外伝其ノ一:任務開始...!!; Gaiden szono icsi: Misson Szutáto...!!) - 240. Gaiden 2: Csapatmunka!! (外伝其ノ二:チームワーク!!; Gaiden szono ni: Csímuváku!!) - 241. Gaiden 3: Egy igazi hős!! (外伝其ノ三:本当の英雄!!; Gaiden szono szan: Honto no eijú!!) - 242. Gaiden 4: A bőgőmasina nindzsa (外伝其ノ四:泣き虫忍者; Gaiden szono jon: Nakimusi nindzsa) - 243. Gaiden 5: Egy ajándék (外伝其ノ五:プレゼント; Gaiden szono go: Purezento) - 244. Gaiden vége: A Saringan hőse (外伝最終話:写輪眼の英雄; Gaiden ovari: Saringan no eijú) | Fejezetek - 236. Egy megszegett ígéret (守れなかった約束; Mamorenakatta jakuszoku) - 237. Hülye...!! (馬鹿...!!; Baka...!!) - 238. Elutazás!! (旅立ちの日!!; Tabidacsi no hi!!) - 239. Gaiden 1: A küldetés elkezdődik...!! (外伝其ノ一:任務開始...!!; Gaiden szono icsi: Misson Szutáto...!!) - 240. Gaiden 2: Csapatmunka!! (外伝其ノ二:チームワーク!!; Gaiden szono ni: Csímuváku!!) - 241. Gaiden 3: Egy igazi hős!! (外伝其ノ三:本当の英雄!!; Gaiden szono szan: Honto no eijú!!) - 242. Gaiden 4: A bőgőmasina nindzsa (外伝其ノ四:泣き虫忍者; Gaiden szono jon: Nakimusi nindzsa) - 243. Gaiden 5: Egy ajándék (外伝其ノ五:プレゼント; Gaiden szono go: Purezento) - 244. Gaiden vége: A Saringan hőse (外伝最終話:写輪眼の英雄; Gaiden ovari: Saringan no eijú) | Szereplő(k) a borítón - Ucsiha Szaszuke Oldalszám 184 Animeepizódok Naruto 135., 141–142., 220. Naruto sippúden 119–120.              | Szereplő(k) a borítón - Ucsiha Szaszuke Oldalszám 184 Animeepizódok Naruto 135., 141–142., 220. Naruto sippúden 119–120.              |  |
| 27    | ISBN: ISBN 4-08-873791-1 ISBN 978-615-5356-31-5 | | | |  |